# كابو (كود هاواي)

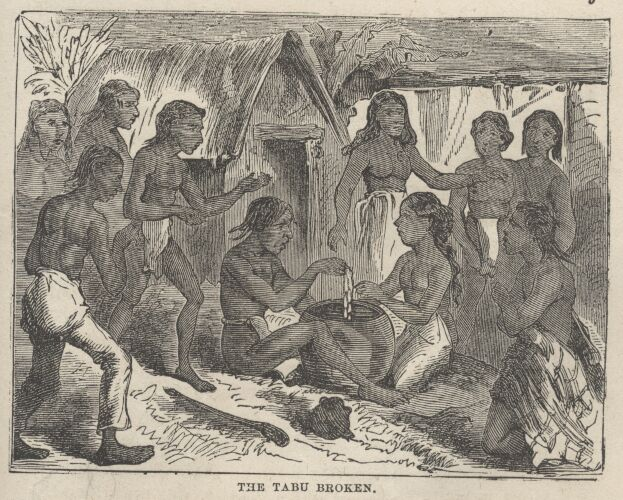

كابوهو كود هاواي القديم لقوانين ولوائح السلوك. نظام كابو كان شاملاً في أسلوب الحياة، وأدوار الجنسين والسياسة والدين. كانت الجريمة في نظام «كابو» في كثير من الأحيان جريمة كبرى، ولكنها غالباً ما تشير إلى تهديد للسلطة الروحية (الطاقة الروحية)، أو سرقة مانا. تم فرض «كابو» بصرامة، وإن كسر أحدهما، حتى عن غير قصد، غالباً ما كان يعني الموت الفوري، Ko'o kapu كوا كابو. يرتبط المفهوم بتابوه أوتابو أو تابوو الموجود في الثقافات البولينزيية الأخرى. عادةً تترجم كلمة «كابو» في هاواي إلى الإنجليزية على أنها «ممنوعة»، على الرغم من أنها تحمل أيضاً معاني «الابتعاد» أو «عدم التعدي على ممتلكات الغير» أو «المقدسة». نوا "noa" هي كلمة عكس «كابو» وتعني الأشتراك أو التحرر.